# Беспокойная Анна
«Беспокойная Анна» (исп. Caótica Ana) — фильм испанского режиссёра Хулио Медема. Премьера фильма состоялась 24 августа 2007 года.

## Сюжет
Анна — талантливая художница-самоучка, живущая на живописном берегу острова Ибица в скромной пещере вместе со своим отцом. Жизнь идет своим чередом, но однажды случайно её талант замечает француженка Жюстин, она уговаривает Анну переехать на материк для последующего её профессионального обучения художественному мастерству в Мадриде. Анна всегда была особо чувствительной девушкой. Анну часто посещали странные видения — дежавю — «воспоминания». Однажды в ресторане Анна теряет сознание, рядом с Анной в тот момент случайно оказался молодой специалист по регрессивному гипнозу, который обнаруживает у Анны особый дар: она хранит воспоминания прошлых жизней, которые приносят ей беспокойство в этой, теперешней жизни. Для душевного спокойствия Анны нужно было понять причину всех этих её беспокойств. Ответ на этот вопрос ей предлагают найти, погрузив Анну в глубокий регрессивный гипнотический сон, где обнаруживают, что Анна хранит воспоминания нескольких девушек и женщин, живших в разное время, в разных странах, но умерших насильственной смертью в двадцать два года. Анне двадцать один… ей удаётся погрузиться в реальную жизненную историю каждой из всех этих девушек и женщин, прожив и ощутив всю радость, боль, любовь и отчаяние, которые они испытывали. Оказалось, что каждая из… — это она, Анна… но только в прошлой жизни…
«Беспокойная Анна» — это своеобразный экскурс в глубины подсознания девушки в период с восемнадцати до двадцати двух лет…
Зритель проходит сквозь главы её жизни в обратном порядке (10, 9, 8, 7 … 0), словно во время гипнотического сеанса. Её трагедия — в постоянном хаосе тревожного сознания. Анна — прекрасная героиня…
Я испытываю огромную гордость от этого путешествия... Меня сопровождала моя сестра Анна, которую я очень давно взял за руку, чтобы она могла сделать свои первые шаги. Меня сопровождали верные спутницы — Монтсе и моя дочь Анна. И ещё меня сопровождали воспоминания о том, как я впервые увидел, как Мануэла Вельес и Джоселин Пук захотели стать частью этого пейзажа.                                                                                                              Пять женщин для «Беспокойной Анны» и все они — матери, родившие и воспитавшие хороших мужчин, хороших людей -.
Хулио Медем

## В ролях
| Актёр             | Роль           |
| ----------------- | -------------- |
| Мануэла Вельес    | Анна           |
| Николя Казале     | Саид           |
| Шарлотта Рэмплинг | Жюстина        |
| Бебе Ребольедо    | Линда          |
| Асьер Ньюман      | Анжло          |
| Рауль Пенья       | Лукас          |
| Джеррит Грэхэм    | мистер Халькон |
| Матиас Хабих      | Клаус          |
| Льюис Омар        | Исмаэль        |
| Антонио Бельидо   |                |